# Skånemejerier

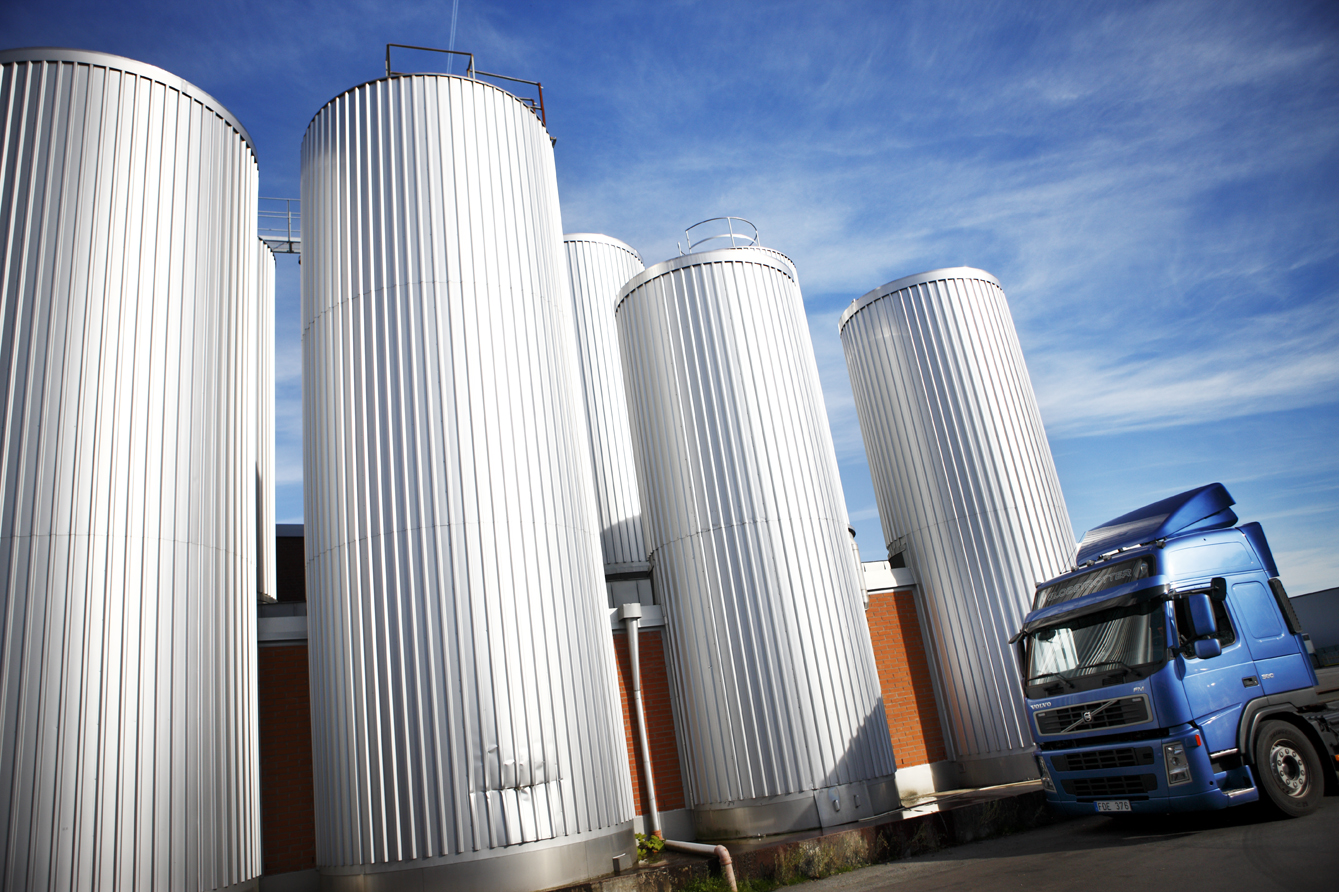
Skånemejerier i Malmö

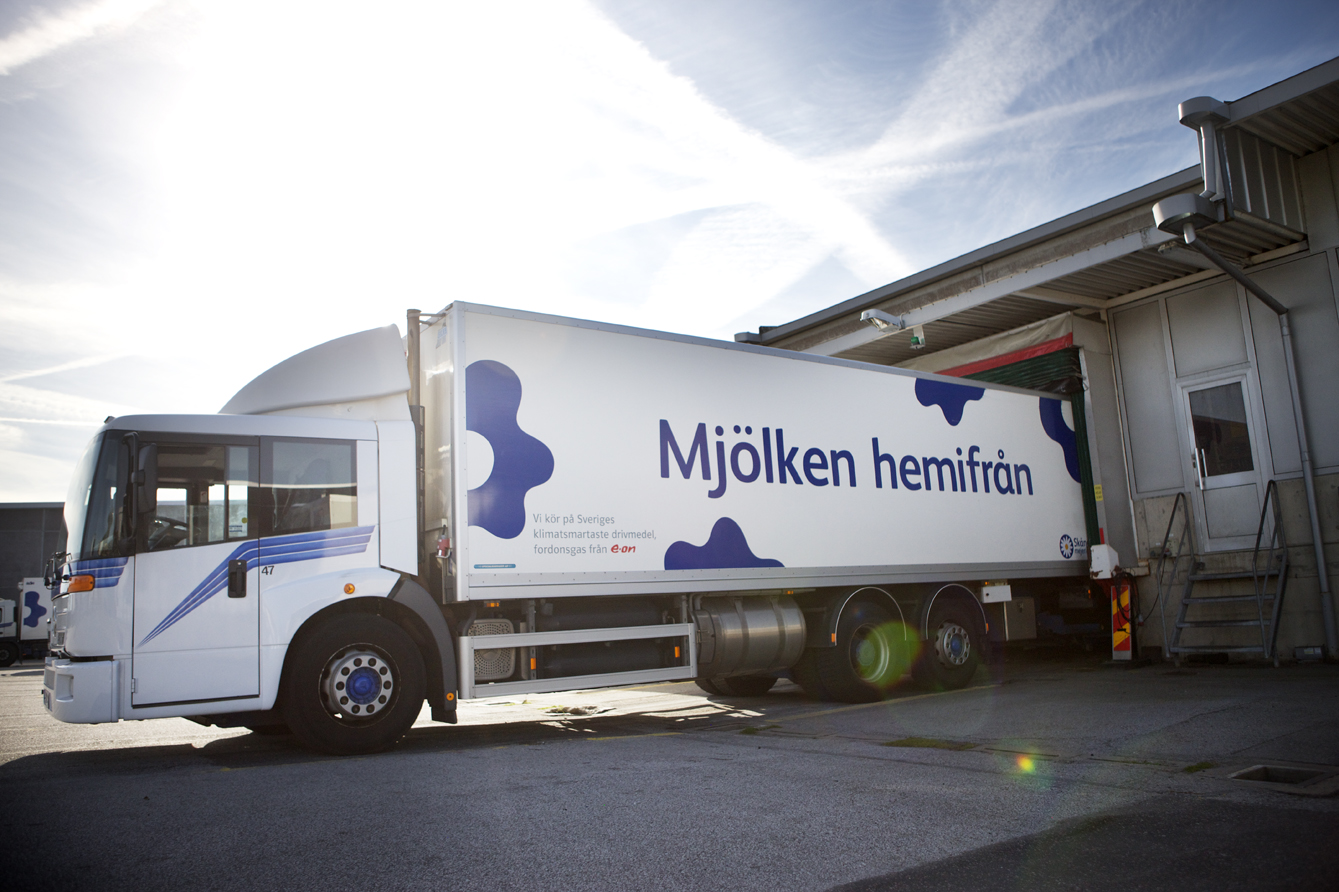
Skånemejerier, Malmö

Skånemejerier AB är ett mejeriföretag som ägs av den franska livsmedelskoncernen Groupe Lactalis. Groupe Lactalis ägs i sin tur av den franska familjen Besnier. Skånemejerier var fram till 2012 en oberoende mejeriförening, som ägdes av mjölkbönder i Götaland. Skånemejeriers ekonomiska förening är idag en leverantörsförening som köper in mjölk från medlemmarna och säljer den vidare till Skånemejerier AB.
Skånemejerier når största delen av de skånska konsumenterna och tillhandahåller mjölk- och fruktbaserade produkter. Företaget riktar sig även till storhushåll och industri. Enligt företaget: Skånemejerier Storhushåll är den del av vår verksamhet som vänder sig till professionella användare av våra produkter. Detta inkluderar allt från restauranger, caféer och hotell till skolor, sjukhus och äldreboenden. Sortimentet är till stora delar detsamma som det som säljs genom dagligvaruhandeln, men omfattar även storköksförpackningar och produkter som är särskilt utvecklade för det professionella köket. Det har egna produktionsanläggningar i Malmö och Kristianstad. I koncernen ingår även Hjordnära ekologiska mejeri, Östgöta Mjölk samt Lindahls mejeri.
Omsättningen 2009 var cirka 3 miljarder kronor och antalet anställda cirka 600. Huvudkontoret finns i Malmö (Fosie).

## Historik
Skånemejerier grundades 1964 genom en fusion av olika mindre lokala mejerier. De samgående mejeriförbunden var Nordvästra Skånes mejeriförbund, Nordöstra Skånes mejeriförbund, Sydvästra Skånes mejeriförbund och Österlenmejerier. Från förbunden övertog man glassfabrikerna Åhus Glass i Åhus och GeGe-Glass i Kyrkheddinge, men de såldes 1966 till Glace-Bolaget.
Bolaget var tillsammans med Arla Foods ägare till JO Bolaget, som producerade juicerna Bravo, Tropicana, God Morgon och JO samt Frukternas Nektar och Sagolika Fruktsoppor. Varumärket Tropicana ägs av det amerikanska bolaget Pepsico och produceras i Sverige på licens.
Skånemejeriers VD besökte Florida 1973 och upptäckte drickfärdig juice i vanliga mjölkförpackningar. Efter det började man producera, via en leverantör i Florida, drickfärdig apelsinjuice till svenskar under namnet Florida juice. Efterfrågan växte och Brasiliens odlingar fick stå för råvaran. Då döptes juicen till Bravo. I slutet av 2008 valde Arla och Skånemejerier att lägga ner JO Bolaget. Skånemejerier fortsatte med tillverkningen av Bravo-juicerna i egen regi medan Arla tog över varumärket God Morgon.
Skånemejeriers ägandeform omvandlades i februari 2012 från en ekonomisk förening till ett holdingbolag. Den ekonomiska föreningen kunde inte säljas men väl holdingbolaget, vars aktier såldes till Group Lactalis. Målet med affären är att säkra mjölkproduktion i Sydsverige, menar Skånemejeriers ordförande Anders Olsson, som är medveten om att kunderna kan uppfatta det som att man säljer ut sig. Man gör försäljningen för att klara industriinvesteringarna. De lokala mjölkbönderna kvarstår som leverantörer genom leverantörsföreningen. Företaget kommer att behålla varumärket Skånemejerier.

## Sortiment

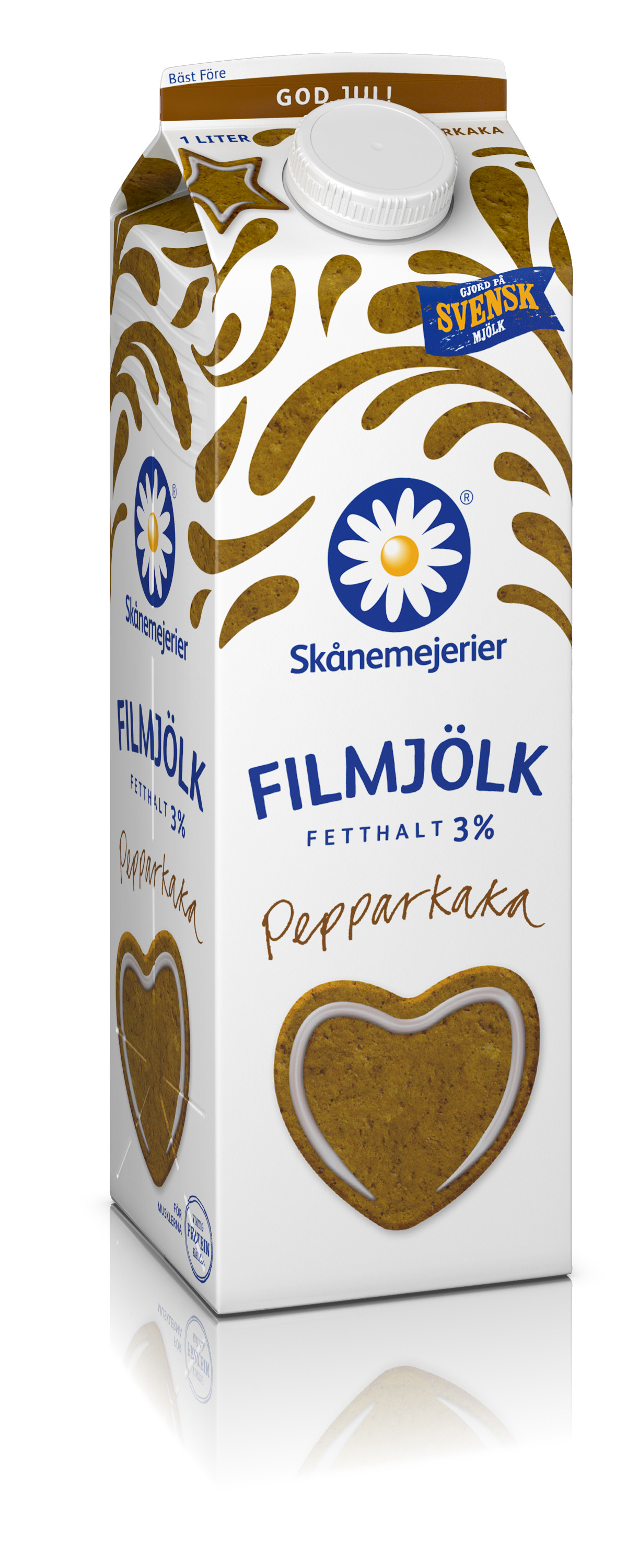
Skånemejeriers Pepparkaksfil

Skånemejeriers största volymer (58 procent 2007) utgörs av mjölk, som marknadsförs med argument som lokal förankring med tydligt ursprung och hållbar produktion i alla led. Bland bolagets varumärken finns Skånemejerier, Bravo, Allerum, Hjordnära, Lindahls, Åsens Lantmjölk, Président och Galbani. Skånemejerier utvecklar dessutom vad man kallar premiumprodukter, bland annat yoghurt med äkta vanilj, ett sortiment av laktosfria mjölkprodukter samt ett ekologiskt sortiment. På den internationella marknaden är Turkisk Yoghurt nu en stor produkt. Det producerar tidigare även olika drycker innehållande mjölksyrabakterien Lactobacillus plantarum 299v under varumärket Proviva.

## Proviva
Den första Proviva var en smaksatt fruktdryck, kompletterad med mjölksyrabakterien Lactobacillus plantarum 229v från Probi i Lund. I dag finns Proviva också i koncentrerad form och som fruktsoppa. Det finns också sockerfria produkter.
Beträffande Proviva har Skånemejerier hävdat att 299v, till skillnad de flesta andra mjölksyrabakterier, skulle göra nytta även nere i tarmarnas slemhinna. Liksom andra leverantörer av  probiotika saknas emellertid vetenskaplig dokumentation, mer forskning behövs.Debatten om Sockerbomber som förts på internet menar de nyttiga bakterierna inte skulle kompensera för dryckens extra sockermängd. Argument på sociala medier men att sötningsmedlen i sockerfria produkter också är ohälsosamma. Dock utan att ange vetenskapliga källor.
De försök beträffande förebyggande av allergier och andra sjukdomar bland barn som har gjorts, gav inga säkra resultat.
Skånemejeriers påstående Hälsoeffekten är redovisad i 9 doktorsavhandlingar och 50 vetenskapliga studier genomförda i Europa och USA, vilket i dagsläget gör produkten till den kanske tydligaste representanten för kategorin Functional Foods. Detta anmäldes av och en rad andra påståenden och formuleringar i Skånemejeriers marknadsföring av produktserierna ProViva och ProViva Active anmäldes till BKH ( Bedömningsnämnden för Kost- Hälsainformation - BKH) av Konsumentföreningen Stockholm. BKH skriver Nämnden konstaterar att det vetenskapliga materialet bakom ProViva-produkterna vid tiden för anmälan inte hade granskats på det speciella sätt som enligt egenåtgärdsprogrammet krävs för att produktspecifika fysiologiska påståenden skall få göras. Sådan granskning har senare (hösten 2003) gjorts för ett påstående om att ProViva fruktdryck ”minskar gasbildningen i magen” men hade alltså inte skett beträffande den i anmälan aktuella marknadsföringen......... Flera av påståendena och formuleringarna i marknadsföringen av ProViva ansågs obestyrkta och ovederhäftiga och stred därmed mot god affärssed.
Proviva godkändes 2003 som functional food av Swedish Nutrition Foundation, tidigare Stiftelsen Svensk näringsforskning. Skånemejerier fick därmed använda påståendet om en hälsobefrämjande effekt i sin marknadsföring av Proviva beträffande vissa av Provivas produkter. Det hälsopåstående som då var godkänt av Swedish Nutrition Foundation var "motverkar gasbildning i magen".
Skånemejerier sålde 2010 51 procent av dotterbolaget Proviva till den franska mejerijätten Danone. Enligt avtalet kommer Danone att köpa ytterligare delar av Proviva för att om elva år 2021 vara helägare till företaget. Andra omgången av försäljningen genomfördes 2019. Danone är sedan 2019 helägare av Proviva.